# Трав'янчик масковий
Трав'янчик масковий (Amytornis barbatus) — вид горобцеподібних птахів з родини малюрових (Maluridae).

## Поширення
Ендемік Австралії. Трапляється на внутрішніх посушливих рівнинах. Поширений в Квінсленді, Новому Південному Уельсі та Південній Австралії. Мешкає навколо боліт або заплав зарослих високою травою, очеретом та чагарником Duma florulenta.

## Опис
Дрібний птах, завдовжки від 18 до 20 см, з розмахом крил приблизно 21 см і вагою від 15 до 23 г. Має довгий хвіст, довший за тіло. Основне забарвлення імбирно-коричневе зі світло-сірими смугами. Лицьова частина голови та горло білого кольору. Через око проходить чорна смуга у вигляді маски (звідси і назва виду). Ще одна чорна смуга підкреслює щоки. Живіт рудувато-коричневий. Дзьоб міцний, чорного кольору.

## Спосіб життя
Птах веде прихований спосіб життя, тому його біологія мало вивчена. Все життя проводить у заростях трави і чагарників. Живиться комахами та їхніми личинками, равликами і насінням. Розножується в липні-серпні з настанням сезону дощів. Закрите куполоподібне гніздо будує самиця у заростях трави на висоті 30-70 см над землею. У кладці 2-3 яйця.

## Підвиди
- A. b. barbatus Favaloro & McEvey, 1968 — трапляється в басейні річки Буллу (південно-західний Квінсленд та північно-західний Новий Південний Уельс);
- A. b. diamantina Schodde & Christidis, 1987 — трапляється в басейні річки Даямантіна (крайня південно-західна частина штату Квінсленд і північний схід Південної Австралії).